# Charles Edward Hallé

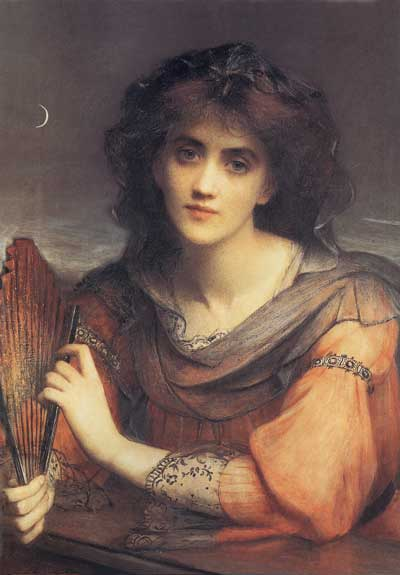
Luna de Charles Edward Hallé

Charles Edward Hallé (1846–1914), a veces llamado Edward Charles Hallé, fue un pintor inglés y gerente de galería. Fue pintor de escenas de historia, escenas de género y retratos. 

## Vida
Hallé era hijo de Sir Charles Hallé, un pianista y director de orquesta de origen alemán, que emigró a Inglaterra durante la revolución de 1848. Su hermana menor fue la escultora e inventora Elinor Hallé CBE. Sus primeros profesores cuando ingresó en la Escuela de la Real Academia de Londresfueron Richard Doyle y Carlo Marochetti . A los diecisiete años viajó a Francia y trabajó con Victor Mottez, un discípulo de Ingres . Desde Francia viajó a Italia. Se sintió atraído por la tradición del neoclasicismo que encontró en Roma. 
A su regreso a Londres expuso cuatro pinturas en la Royal Academy de Londres en 1866, y luego viajó hacia Venecia. Estudió las técnicas de los Maestros venecianos e intentó pintar en su estilo. Luego regresó a Inglaterra y se estableció permanentemente en Londres. En 1877 con J. Comyns Carr, ayudó a Lord Coutts Lindsay en la creación de la Galería Grosvenor. En 1888 fundó la Nueva Galería con Burne-Jones en Regent Street. Expuso con frecuencia en estas dos galerías. Sus obras se han exhibido en el museo en Sheffield.

## Prerrafaelistas
A pesar de haber nacido solo dos años antes de la fundación de la Hermandad Prerrafaelita, estilísticamente Hallé estaba firmemente alineado con la estética de ese grupo. 
Isadora Duncan menciona a Charles Hallé con mucho cariño en su libro titulado "Mi vida", publicado en 1927, el año de su muerte. Describe las actividades que ella y Charles disfrutaron juntos en París, largos paseos, viajes al campo, visitas a galerías y dijo "Bailé por él en el bosque y me hizo bocetos" 